# Ellsworthovo pohoří
Ellsworthovo pohoří je horské pásmo v Západní Antarktidě. Je dlouhé 360 km a široké 50 km, táhne se v mírném oblouku ze severozápadu na jihovýchod. Nachází se v něm Vinson Massif, který je s 4 892 m n. m. nejvyšším vrcholem Antarktidy. Skládá se z částí Sentinel Range a Heritage Range, které odděluje ledovec Minnesota Glacier, široký 10 km. Na západě na pohoří navazuje Ellsworthova subglaciální vysočina. Na území si činí nárok Chile v rámci Chilského antarktického území. 
Pohoří je pojmenováno podle Lincolna Ellswortha, který je objevil při svém letu přes kontinent 23. listopadu 1935. První lidé pohoří navštívili v šedesátých letech 20. století. Bylo zde založeno soukromé tábořiště Union Glacier Camp s letištěm, kde se každoročně koná antarktický ultramaraton.
Ellsworthovo pohoří vznikalo v období od kambria do permu. Zalednění počínalo v období křídy. Nachází se zde kvarcit, jílovec, prachovec, granodiorit a pískovec. V oblasti Springer Peak byly objeveny fosilie trilobitů, konodontů a přílipkovců. Průměrná teplota v regionu se pohybuje okolo –30 °C. Nezaledněné hory pokrývá tundra s lišejníky.